# Casa Prim (Mollerussa)
Casa Prim és una obra de Mollerussa (Pla d'Urgell) inclosa a l'Inventari del Patrimoni Arquitectònic de Catalunya.

## Descripció
Edifici entre mitgeres, amb quatre plantes i golfes. La seva façana correspon a una adaptació tardana i per un artista local del modernisme en una composició simètrica de la pedra picada.